# Placynthium subradiatum
Placynthium subradiatum är en lavart som först beskrevs av William Nylander och som fick sitt nu gällande namn av Johann Franz Xaver Arnold. 
Placynthium subradiatum ingår i släktet Placynthium och familjen Placynthiaceae.  Arten är reproducerande i Sverige. Inga underarter finns listade i Catalogue of Life.